# Distúrbios de 1 de Maio nas Filipinas
Distúrbios de 1 de Maio ou EDSA Tres foi um protesto desencadeado pela prisão em abril de 2001 do presidente recém-deposto Joseph Estrada nas Filipinas. O protesto foi mantido por sete dias em uma grande rodovia na Grande Manila, a Epifanio de los Santos Avenue ou EDSA, que culminaria em uma tentativa de invadir o palácio presidencial de Malacañang. Ocorrendo quatro meses após a Revolução EDSA de 2001, os protestos foram reivindicados como um levante mais populista e representativo em comparação com as manifestações anteriores no mesmo local, em janeiro de 2001. Os protestos e o ataque ao palácio presidencial, no entanto, falharam nos seus objetivos. Os participantes continuaram a afirmar que foi um evento genuíno do Poder Popular, uma reivindicação contestada pelos participantes e apoiantes do EDSA II.